# Liste der Monuments historiques in Gif-sur-Yvette
Die Liste der Monuments historiques in Gif-sur-Yvette führt die Monuments historiques in der französischen Gemeinde Gif-sur-Yvette auf.

## Liste der Bauwerke
| Bezeichnung    | Beschreibung | Standort | Kennzeichnung | Schutzstatus | Datum | Bild |
| -------------- | ------------ | -------- | ------------- | ------------ | ----- | ---- |
| Kirche St-Rémi |              | (Lage)   | PA00087916    | Inscrit      | 1921  |      |

## Liste der Objekte
- Monuments historiques (Objekte) in Gif-sur-Yvette der Base Palissy des französischen Kultusministeriums